# Бунчужний
Бунчужний — підстаршинське (унтер-офіцерське) військове звання в Україні на початку ХХ сторіччя. Використовувалося збройних силах УНР та Української Держави.

## Передумови появи
Бунчук — як штандарт полководця у східноєвропейських народів, так і символ гетьманської влади в Речі Посполитій, Війську Запорозькому, Війську Донському тощо. Обов'язки несення і охорони бунчука в війську Запорозькому покладалися на бунчужного.
Генеральний бунчужний був високим урядником  в Гетьманській Україні та належав до генеральної старшини. 
В XVII — XVIII ст. в Гетьманщині бунчуковий товариш — ранг Значного військового товариства.

## Військове звання України (1917—1920)
Ранг бунчужного з’являється вже в Наказі Військового секретаріату ч. 105 від 28 грудня 1917 року, займаючи положення між чотовим та півсотенним.
В Збройних силах Української Держави (Гетьманату) (1918) Наказом Військовій офіції ч. 515 від 20 серпня та ч. 534 від 21 серпня 1918 року, були затверджені ранги та знаки розрізнення підстаршин. Звання бунчужного було найвищим серед підстарших (унтер-офіцерів). Бунчужний надстрокової служби мав за знаки розрізнення погон із жовтою облямівкою та повздовжнім просвітом, а також дві стрічки. На погоні бунчужного строкової служби були дві дуги захисного кольору, одна з краю погона, інша, менша, всередині першої. Звання бунчужного займало положення між чотовим і хорунжим.
В українських збройних силах  Директорії УНР  звання бунчужний  — старше звання підстаршини. Наказом військам дієвої армії УНР ч. 80 від 9 квітня 1919 року, були введені сукняні нашивки у вигляді ромбів кольору роду військ (ставши схожими на попередні знаки розрізнення УНР), на яких стрічками вказувалося звання (ступінь) військовика, також змінилася ієрархія звань. Звання бунчужного займало становище між чотовим і хорунжим. За знаки розрізнення бунчужний мав три жовтих стрічки на нашивці. Бунчужний Морських сил мав знаки розрізнення у вигляді трьох кутів під якорем.
Наказом Головної управи війська УНР (ГУВУНР) ч. 276 від 24 квітня 1919 року відбувається чергова реформа, серед іншого — знаків розрізнення, які стали виглядати як шиття на рукавах одностроїв. Носії звання бунчужний мали чотири вузькі жовті кути над блакитним трикутником. Звання бунчужного займало становище між чотовим і підхорунжим та  було найвищим званням підстаршинського складу.
Наказом Головної команди війська УНР (ГКВУНР) ч. 113 від 30 липня 1919 р. вводилися нові знаки розрізнення у вигляді комбінації смужок та «крапок», бунчужний отримав знаки розрізнення у вигляді п’яти «крапок». Звання бунчужного залишалося старшим званням серед підстаршини.
Наказом Головної управи війська УНР  (ГУВУНР) ч. 16 від 30 березня 1920 року було затверджено чергові зміни в ієрархії військових звань та у знаках розрізнення. Звання бунчужного стало другим за старшістю званням серед підстаршин, — через те, що звання підхорунжого перейшло з класу старшин до підстаршин. За знаки розрізнення бунчужний мав п’ять п'ятипроменевих зірочок, які розташовувалися на кольоровій петлиці.
Наказом Головної управи війська УНР (ГУВУНР) ч. 140 від 16 червня 1920 року відбулися часткові зміни в знаках розрізнення військовослужбовців армії УНР, але на носіїв звання бунчужний вони не відбилися.

## Підофіцерське званняУПА
У військово-політичному формуванні УПА (1942—1953) — бунчужний. Відповідає сучасному званню Збройних Сил України старшина (перший сержант). Старший за рангом, ніж чотовий, та молодший від підхорунжого. 
Знаки розрізнення затверджені в різний час
| Знаки розрізнення |            |            |           |            |            |            |
| Дата затвердження | 20.08.1918 | 21.08.1918 | 9.04.1919 | 24.04.1919 | 30.07.1919 | 30.03.1920 |